# Медведский, Константин Петрович
Константин Петрович Медведский (19 сентября (1 октября) 1866, Санкт-Петербург — не ранее 1919) — российский поэт, литературный критик, публицист. Редактор газеты «Петербургский дневник театрала» (в № 30-35).
Псевдонимы: Г—в К. [источник: Муратова1]; Говоров, К.; К. М.; К—ский; М—д—ский, К.; Мед—ский, К.; М—кий, К.; М—ский, К.; М—ский, К. П.; Петров, К.; Quidam